# Epic Mickey
Epic Mickey es un videojuego de plataformas desarrollado por Junction Point Studios y publicado por Disney Interactive Studios para la consola Wii. Se lanzó en noviembre de 2010 en Norteamérica y Europa y en agosto de 2011 en Japón por Nintendo. Se centra en Mickey Mouse, que accidentalmente daña un mundo creado por Yen Sid para personajes y conceptos olvidados y debe salvarlo de la Mancha. Presenta a Oswald el conejo afortunado, un personaje creado por Walt Disney y Ub Iwerks y originalmente propiedad de Universal Pictures; The Walt Disney Company obtuvo su propiedad en 2006. Es la primera vez que Mickey y Oswald aparecen juntos.
Epic Mickey fue parte de un esfuerzo de Disney por cambiar la marca de Mickey Mouse como personaje, poniendo menos énfasis en su lado agradable y alegre y reintroduciendo los lados más traviesos y aventureros de su personalidad, representándolo como un héroe épico. Fue dirigida por Warren Spector, quien colaboró con Walt Disney Animation Studios en el proyecto, con la ayuda de Powerhouse Animation Studios, quienes hicieron las escenas del juego. El juego se anunció en octubre de 2009 y se lanzó en noviembre de 2010. Recibió críticas mixtas y positivas, que elogiaron su estilo visual, su jugabilidad única y su narrativa metacomentaria, pero criticaron su cámara y la falta de verdaderas opciones para el jugador. Ha mantenido su popularidad desde su lanzamiento y se le atribuye haber reavivado el interés del público por el personaje de Oswald, así como por otros personajes secundarios de Disney como Horacio y Clarabella. Entre los sucesores del juego se encuentran Epic Mickey 2: The Power of Two y Epic Mickey: Power of Illusion.
Una nueva versión desarrollado por Purple Lamp, titulado Epic Mickey: Rebrushed, se publicó en Nintendo Switch, PlayStation 4, PlayStation 5, Windows, Xbox One y Xbox Series X/S de la mano de THQ Nordic el 24 de septiembre de 2024.

## Sistema de juego
Epic Mickey es principalmente un videojuego de plataformas que permite a los jugadores utilizar sus propias soluciones para superar los niveles. Presenta un sistema de moralidad similar al de juegos como Infamous, Spider-Man: Web of Shadows y Shadow the Hedgehog. En función de las elecciones, se ofrecen diferentes alianzas, misiones secundarias y potenciadores. También es posible evitar a los minijefes si se realizan determinadas acciones. La moneda (E-tickets) es importante para estos combates contra jefes.
La característica clave es un pincel mágico, que Mickey maneja, y que tiene la capacidad de dibujar o borrar objetos al utilizar pintura y diluyente. Por ejemplo, los obstáculos pueden deshacerse de la existencia física con disolvente y luego restaurarse con pigmento, o los enemigos pueden hacerse amigos revitalizándolos con tintura o destruirse por completo con el diluente. Los dos fluidos tienen poco efecto sobre los rivales «Beetleworx», que requieren ser abatidos físicamente. Mickey asimismo puede materializar objetos a partir de bocetos, que tienen diversos efectos. Dos de los tres, el reloj y la televisión, ralentizan el tiempo y distraen a los adversarios, respectivamente. Ambos fluidos tienen reservas limitadas, lo que añade un elemento estratégico: los usuarios deben elegir entre dificultar o facilitar la realización de diversas tareas. Sin embargo, se rellenan automática pero lentamente, y en ciertas zonas hay potenciadores que lo reponen rápidamente. También puede encontrar insignias coleccionables en Wasteland. La mayoría son insignias de bronce, plata u oro, pero algunos son especiales, como la insignia «Apreciador del arte» o «Calle mezquina». Otra cosa que es útil es un tipo de moneda llamada E-tickets. Se pueden regalar o descubrir. Sirven para comprar objetos de misiones, arte conceptual, pins, recargas de salud o recargas de pintura o diluyente.
Para viajar entre las secciones del Páramo, Mickey atraviesa escenarios de desplazamiento lateral en 2D basados en sus cortos de dibujos animados (tres de ellos basados en cortos de Oswald: Trolley Troubles, Great Guns y Oh What a Knight, y dos basados en La bella durmiente y Fantasia), como Steamboat Willie y Clock Cleaners.

## Sinopsis

### Ambientación
El juego está ambientado en Wasteland, un mundo estilizado de papel y lápiz, creado en la narrativa por el hechicero Yen Sid, como un lugar para «cosas olvidadas», concretamente personajes Disney en desuso u oscuros. Se inspira físicamente en Disneyland y aparece como una intrincada maqueta en el taller. Sin embargo, Mickey Mouse provoca sin querer daños masivos, arrasando Wasteland. El mundo se ve ahora atormentado por la Mancha, una entidad monstruosa basada vagamente en The Phantom Blot, un antagonista del ratón en los cómics creados por Floyd Gottfredson, así como el Doctor Loco, que decidió traicionar a Oswald y unirse al bando de la Mancha en su sed de poder.
Wasteland está dividido en varias ubicaciones basadas en diversas zonas de Disneyland y otros parques temáticos. Dark Beauty Castle situado en el centro de Páramo, está apoyada en la versión de Disneyland París del Castillo de la Bella Durmiente, Mean Street se basa en Main Street, U.S.A., donde viven Horace Horsecollar y Pete, aunque aparecen otras encarnaciones de este último a lo largo de la aventura. El Gremlin Village está inspirado en Fantasyland, basado principalmente en It's a Small World. La emblemática torre del reloj de la atracción es el primer jefe. La montaña Mickeyjunk se inspira en los trineos Matterhorn y está cubierta de juguetes y objetos desechados de Mickey Mouse. También contiene una fábrica abandonada de Beetleworx que se debe atravesar en su camino hacia Oswald. Otros sitios son Bog Easy, fundado en New Orleans Square, que alberga la Mansión Solitaria, basada en La Mansión Encantada, Ventureland, apoyado en Adventureland, Tomorrow City, inspirado en Tomorrowland, y OsTown, basado en Mickey's Toontown, donde vive la vaca Clarabelle. Además incluye versiones animatrónicas de personajes, tres de los cuales son homólogos del Pata Daisy, el Pato Donald y Goofy.

### Historia
Tras despertarse misteriosamente una noche, Mickey Mouse descubre que el espejo de su habitación es en realidad un portal al taller de Yen Sid, donde le encuentra utilizando un pincel mágico para terminar la creación de un mundo hecho para las obras olvidadas de Disney, representado como una maqueta basada en Disneyland. La examina después de que Yen Sid se marche y, sin saber lo que es en realidad, empieza a juguetear con la brocha para hacerse un autorretrato, pero sin querer provoca que se convierta en un monstruo hecho de tinta. Mickey se asusta cuando el monstruo intenta atacarle y le echa disolvente para destruirlo, pero al hacerlo derrama más pintura y disolutivo sobre el modelo. Al ver acercarse a Yen Sid, intenta rápidamente limpiar el desastre, pero en su precipitación, derrama todo el bote de diluyente sobre el colorante derramada mientras huye de vuelta a su casa. El monstruo, que ha sobrevivido al intento de destruirlo, entra en la maqueta a través de un portal creado por el vertido de tintura y diluyente, llevándose consigo la botella.
Tras muchas décadas de fama después del incidente, el mismo monstruo de tinta de antes entra en la habitación de Mickey y lo secuestra, arrastrándolo a través del taller de Yen Sid y al mundo en ruinas, ahora conocido como Páramo. Al despertar, se encuentra atado a una mesa en un enorme laboratorio del Dark Beauty Castle por el Doctor Loco, que planea robarle su corazón al utilizar un gran brazo mecánico mientras Oswald el conejo afortunado los espía desde detrás de una máquina. Sin embargo, Mickey se libera antes de que pueda conseguirlo y espanta al monstruo de tinta, ahora conocido como La Mancha de Sombra, con el pincel, que había caído durante el secuestro, obligando al Doctor Loco a huir por una trampilla. Oswald intenta utilizar la escotilla para escapar luego de ser descubierto por Mickey, pero rompe accidentalmente una palanca de los controles principales del brazo mecánico, y provocar que éste se vuelva hostil y lo obliga a irse por otra vía. Gus, líder de los Gremlins, que sirven de mecánicos en el Páramo, llega de repente y ayuda a Mickey a desactivar el brazo mecánico y lo guía fuera del castillo. También le enseña a utilizar el cepillo mágico, durante el cual nota goteos que salen de su cuerpo y supone que puede haber absorbido parte de la esencia de la Mancha. A lo largo de su viaje, lucha contra Blotlings, los secuaces de la Mancha, y contra Beetleworx, las malvadas creaciones robóticas del Doctor Loco.
Después de atravesar la aldea de los Gremlins para perseguir a Oswald, Mickey se enfrenta a la torre del reloj de It's a Small World, ahora enloquecido luego de escuchar la canción principal de la atracción sin parar durante años. Desde allí, llega a Mean Street, donde reside principalmente la población de Wasteland. Tras localizar a Oswald en su santuario dentro de la Montaña de Mickeyjunk, éste, a pesar de su resentimiento hacia Mickey por su posible implicación en el robo de su fama, accede a ayudarle a escapar de Páramo, ya que aún conserva un corazón, del que los habitantes son despojados después ser olvidados y son incapaces de abandonar la dimensión sin ellos. Para ello, viajan hasta el Cohete Moonliner en Tomorrow City, donde descubren que el Doctor Loco había robado partes esenciales del mismo para utilizarlas en su complot, por lo que Oswald envía a Mickey y Gus a recogerlas. El dúo recupera la primera pieza tras derrotar al corrupto Petetronic, una encarnación de Pete basada en Sark de Tron, la siguiente después de enfrentarse a una versión animatrónica del Capitán Garfio en Piratas del Páramo, y luego se enfrentan al Doctor Loco en la Mansión Solitaria. Al vencerle, se revela que se había transfigurado en un Beetleworx para sobrevivir a la revuelta de las Manchas y conquistar el lugar, antes de salir volando seguidamente de que Gus retire el último trozo de la astronave de su aerodeslizador.
Después de adquirir todas las piezas, Oswald hace que le ayude a repeler un ataque organizado por la Mancha de las Sombras en la cima de la montaña Mickeyjunk. Una vez neutralizada la amenaza, le revela que el enemigo contra el que acababa de luchar, junto con todos los Blotlings que Mickey había encontrado, eran sólo goteos del verdadero que se filtraba de la botella gigante de diluyente en la cima de la montaña. Oswald explica que él y Ortensia consiguieron sellarlo hace muchos años, pero que Ortensia fue arruinada por el monstruo en el proceso y entró en un estado inerte parecido a la petrificación. Oswald decide que había sido demasiado hostil con su compañero e intenta empezar de nuevo y hacerse amigo suyo. De repente, Mickey se siente abrumado por la culpa y confiesa que él fue el causante de la existencia de la Mancha y de la crisis de Páramo, lo que provoca que el conejo pierda los nervios y salte sobre el corcho que tapar la botella, retándolo a una pelea. En su furia, provoca accidentalmente la rotura del corcho, lo que permite a la Mancha escapar de su encierro. El monstruo, que se ha hecho más grande que antes, captura a Oswald y a Gus y amenaza con matarlos si Mickey no le permite llevarse su corazón. Cede su órgano, que perdona la vida a los dos y se lanza a arrasar Wasteland, utilizando sus zarcillos Bloticle para absorber su pintura y volverse más poderoso antes de entrar en el mundo de Mickey. Esto lo lleva a deshacerse de los Bloticles mientras Oswald arregla el cohete.
Con los Bloticles eliminados, el trío intentan utilizar la astronave reparado para llegar a la Mancha, pero acaban estrellándose contra el Dark Beauty Castle después de que el monstruo absorba el colorante. Mientras se formula un plan alternativo que consiste en utilizar un castillo de fuegos artificiales cargado de pintura contra el villano, este no tarda en capturar a Oswald, Gus y Ortensia, y obligar a Mickey a entrar en su cuerpo para salvarlos. Recupera su corazón antes de que él y Oswald consigan vencerlo con las pirotecnias y salgan volando. Oswald y Ortensia aterrizan en Mean Street, mientras que Mickey es enviado volando a través de un portal en el cielo sobre el castillo que le lleva fuera de Páramo y de vuelta al taller de Yen Sid. A continuación, el lugar comienza a regenerarse mientras Oswald se reúne con la restaurada Ortensia. Cuando Mickey regresa a casa, Yen Sid hechiza el espejo para que le muestre los resultados positivos o negativos de sus principales decisiones y le permite comunicarse con Oswald por última vez. Luego, tapar el espejo para evitar que vuelva a entrar en su taller y cause más daños. Al rato, descubre que aún conserva parte de la esencia de la Mancha, lo que le permite llegar al Páramo.

## Desarrollo

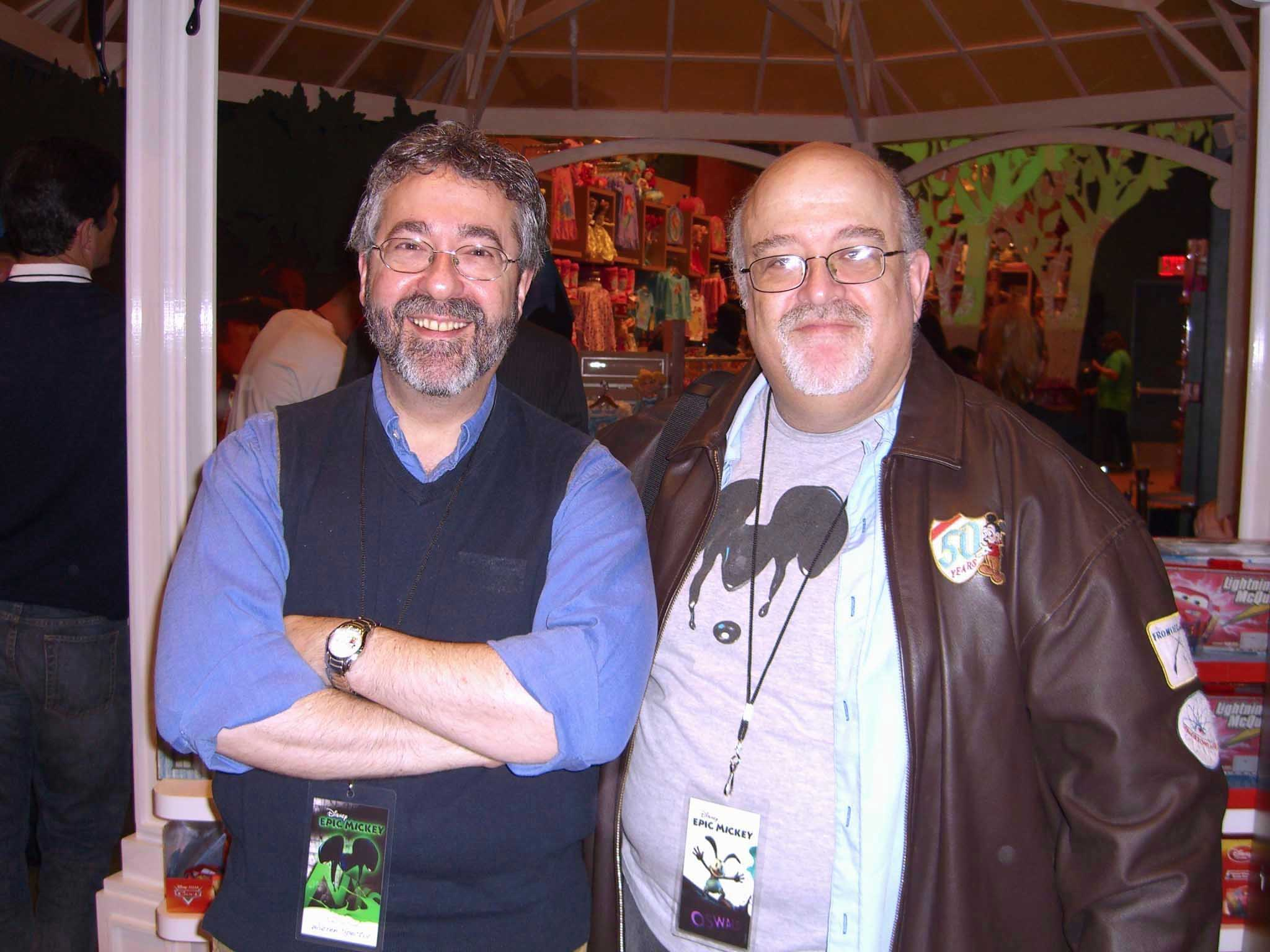
El diseñador Warren Spector con el escritor Peter David, autor de dos de los productos relacionados con el juego, en la fiesta de su presentación en la Disney Store de Times Square el 30 de noviembre de 2010.

El equipo de desarrollo creativo de Buena Vista Games formó el concepto original de Epic Mickey en 2003. Aunque se lo propuso a Bob Iger, entonces Presidente y Director de Operaciones, éste se lamentó de que Disney no poseyera los derechos de Oswald el conejo afortunado y no pudiera producir el juego. Al convertirse en Consejero Delegado, se propuso que Oswald pasara a ser propiedad de la empresa. Su oportunidad llegó en 2006, después de que el presentador deportivo Al Michaels expresó su interés por unirse a la NBC (que para entonces se había fusionado con Universal Pictures, propietaria del personaje) para hacer de comentarista de Sunday Night Football, a pesar de que acababa de firmar un contrato a largo plazo con ESPN, propiedad de Disney, para continuar en Monday Night Football. Iger inició un intercambio con NBC Universal que permitiría liberar a Michaels de su acuerdo a cambio de los derechos y otros activos menores. Disney Interactive Studios no pudo conseguir un desarrollador hasta 2007, cuando Disney adquirió Junction Point Studios, la compañía de Warren Spector. Alrededor de ciento treinta personas trabajaron en este. Otras ciento cincuenta de todo el mundo contribuyeron al proyecto.
Epic Mickey formaba parte de un esfuerzo por renombrar a Mickey Mouse como protagonista, haciendo menos hincapié en su lado agradable y alegre y reintroduciendo los más traviesos y aventureros de su personalidad, que lo presenta como un héroe épico, se anunció en octubre de 2009. Estaba pensado originalmente para PlayStation 3 y Xbox 360, y su nombre era su título provisional. La producción para Wii comenzó en 2008. Cuando se planteó la idea de una adaptación, Spector respondió que no sería viable, al señalar que muchas de las «ideas de diseño no funcionarían en Wii, tenemos que darle a la consola lo que se merece». Graham Hopper de Disney Interactive, sugirió entonces que se abandonara por completo las versiones para PS3 y Xbox 360 y se lanzara únicamente para Wii.
En comparación con la serie Kingdom Hearts, una franquicia de videojuegos similar creada por la empresa japonesa Square Enix, que combinaba personajes Disney actuales con sus propios de Final Fantasy, Epic Mickey hace hincapié en protagonistas Disney retro-vintage y perdidos hace mucho tiempo que fueron creados mucho antes, y toma más elementos de la trama de la película Fantasía, en lugar de Final Fantasy; en Kingdom Hearts II, una localización se basaba en el dibujo animado de los años veinte Steamboat Willie, pero aparte de eso, el resto tomaba su reparto creados más recientemente. Mickey recibe un rediseño en esta entrega, que intenta darle un aspecto «retro», y utiliza un motor de animación para reproducir el atletismo elástico de las caricaturas. Las cinemáticas 2D estuvieron creadas por Powerhouse Animation Studios quienes colaboraron con Walt Disney Animation Studios, y utiliza el motor Gamebryo de Emergent Game Technologies. Warren Spector ha declarado que se planeó como una trilogía. Una de las primeras ideas era que Mickey adoptara un aspecto más enfadado cada vez que se le interpretara a la manera del «chatarrero»; esta se desechó después de que Spector decidiera que lo cambiaba demasiado respecto a la percepción que la gente tenía del personaje. En su lugar, tiene un aspecto más manchado. La música ha sido compuesta por el intérprete estadounidense James Dooley. Además de sus obras originales, a lo largo del juego aparecen versiones arregladas de melodía de Disney, que a su vez eran recreaciones de antiguos dibujos animados.

## Lanzamiento y promoción
Epic Mickey salió a la venta en Norteamérica el 30 de noviembre de 2010, en Europa el 26 de noviembre, en Reino Unido y Australia el 25 de noviembre y en Japón el 4 de agosto de 2011. Se lanzó una edición coleccionista que incluye una figura de Mickey y contenido extra. El escritor Peter David, que en 2010 era guionista exclusivo de Marvel Comics, propiedad de Disney, escribió una adaptación en forma de novela gráfica, y un digicomic precuela, Disney's Epic Mickey: Tales of Wasteland. Disney también promocionó el estreno con una fiesta de presentación en la Disney Store de Times Square, en Manhattan, el 30 de noviembre de 2010, día en que se puso a la venta el juego. En la fiesta estuvieron presentes el diseñador Warren Spector, Peter David, y los actores Jennifer Grey y Kyle Massey, que acababan de terminar la undécima temporada del programa estadounidense Dancing with the Stars, que emite la cadena ABC, propiedad de la empresa.

## Recepción
Epic Mickey recibió «críticas mixtas o medias» según el agregador de reseñas Metacritic. IGN le dio una puntuación de 8/10, reprochando su cámara, los problemas de control y la falta de actuación de voz, pero alabó su encanto, historia, diseño artístico y atractivo duradero para los jugadores. Los dos presentadores del programa australiano de videojuegos Good Game lo calificaron con un 6 y un 7 sobre 10. Compararon las habilidades de los pinceles con las de los chorros de agua de Super Mario Sunshine. Relacionaron las habilidades del pincel con las de la mochila de agua y consideraron frustrante que los niveles volvieran a su estado original tras abandonarlos. Como nota positiva, afirman que «no es tan "oscuro" o "adulto" como lo pintan a bombo y platillo... Supongo que, después de todo, es un título para niños, pero al menos es inteligente. No se acerca ni de lejos a la complejidad y diversión de algo como Super Mario Sunshine, del que creo que toma prestadas algunas ideas». Shirley Chase de GameZone lo elogió por su uso de la historia de Disney, pero añadió que tenía numerosos defectos: «A pesar de todas sus virtudes, Disney Epic Mickey tiene algunos defectos evidentes que pueden hacer que resulte pesado. El problema más notable es la cámara, que provocará más muertes baratas que otra cosa». En una reseña para GamesRadar, Chris Antista, que comenzaba el artículo como un «acérrimo fanático de Disney», lo elogiaba como «un saludo totalmente conmovedor a la empresa» y afirmaba que no se había «enamorado tanto del aspecto, el tacto y la mecánica de uno de plataformas en tercera persona desde el Banjo-Kazooie original». G4TV también lo nombró «Mejor videojuego de Wii». Giant Bomb hizo una crítica negativa con 2/5 estrellas al decir: «Sin embargo, no hay que tener en cuenta estas elevadas expectativas: incluso por sus propios méritos, Epic Mickey es un título de plataformas que se siente como atrasado de una generación, aunque con suficientes destellos de inspiración para mantenerte constantemente consciente de su potencial desperdiciado».
En su fin de semana de estreno, Epic Mickey no consiguió entrar en el Top cuarenta del Reino Unido, ni siquiera en el diez de compras de Wii, el 26 de noviembre. El 30 de noviembre de 2010, fecha de lanzamiento en Norteamérica, se agotó por completo en la página web de Disney Store por la tarde. Vendió 1,3 millones de copias en su primer mes. En junio de 2011, había adquirido dos millones en Norteamérica y Europa juntas.

## Secuela
En agosto de 2011, Destructoid publicó un artículo en el que se especulaba con que una secuela, Epic Mickey 2, estaba en desarrollo y mostraba un posible box art. Estos rumores se alentaron aún más cuando Disney Francia y Warren Spector invitaron a los medios franceses a un «proyecto épico» que tendría lugar el 27 de marzo de 2012. La revista Nintendo Power también lo comentó, al afirmar que su número de abril de 2012 incluiría un avance «ultrasecreto» del título, y que mostraba una imagen recortada de Oswald el conejo afortunado. Gametrailers.com también aseguró que su episodio del 22 de marzo de 2012 contendría un «avance en exclusiva mundial de la nueva aventura épica de Warren Spector» y que sería «notablemente significativo». El propio Warren también explicó el desarrollo, revelando que tenía «un equipo de más de setecientos personas trabajando en la secuela». Tras esto, el 20 de marzo de 2012, la revista oficial francesa de Nintendo publicó un comentario en Twitter, al desvelar que Disney tenía planes de crear un complemento de la secuela principal para la 3DS, bajo el nombre Epic Mickey: Mundo Misterioso.
Warren Spector ha confirmado oficialmente los rumores, confesado que el título sería Epic Mickey: Power of Two. Spector también se refirió directamente a los problemas de cámara que los críticos reprocharon en la primera entrega, al afirmar que «estarán trabajando en ello hasta el día en que lo lancemos. Se han realizado más de 1 000 cambios específicos en la cámara. Nuestro objetivo es que no tengas que tocar los controles manuales ni una sola vez para recorrer la historia principal de este». También ha revelado que incluirá doblaje y números musicales, ausentes en el primer título. Dijo: «Soy un friki de los armónicos, me encantan los cooperativos y los de nueva generación, pero para mí, cuando un personaje se pone a cantar, como ocurre a menudo en este, es mágico». Igualmente comentó las características cooperativas: «Puedes sentarte en cualquier momento con un amigo que juegue como Mickey y tomar el control de Oswald. Si juegas solo, Oswald estará ahí cada segundo de la partida. No es solo un protagonista multijugador. Es un ayudante, tanto si controlas solo como con un amigo o un familiar». El propio Wasteland incluiría antiguas zonas arruinadas por terremotos y otros desastres naturales, así como otras nuevas, como una basada en Frontierland de Disneyland.

## Nueva versión
En el Nintendo Partner Direct de febrero de 2024, el editor THQ Nordic anunció que su estudio Purple Lamp, con sede en Austria, había estado desarrollando una nueva versión del juego titulado Epic Mickey: Rebrushed, que salió a la venta ese mismo año. Se lanzó el 24 de septiembre en Nintendo Switch, PlayStation 4, PlayStation 5, Windows, Xbox One y Xbox Series X/S. Se produjo en Unreal Engine 4, desviándose del motor Gamebryo utilizado en el original. La nueva versión fue mejor recibida por la crítica, que lo consideró una mejora general del original. Según el sitio web Metacritic, recibió opiniones «generalmente favorables» en todos los sistemas.